# Sonate K. 10
Pour les articles homonymes, voir K10.
Pour un article plus général, voir Essercizi per gravicembalo.
La sonate K. 10 (F.526/L.370) en ré mineur est une œuvre pour clavier du compositeur italien Domenico Scarlatti. C'est la dixième sonate du seul recueil publié du vivant de l'auteur, les Essercizi per gravicembalo (1738), qui contient trente numéros.

## Présentation
La sonate en ré mineur K. 10, notée Presto, présente de vigoureuses gammes rapides. Comme la K. 14, celle-ci peut avoir été influencée par les clavecinistes français.

## Manuscrits et édition
L'œuvre est imprimée dans le recueil des Essercizi per gravicembalo publié sans doute à Londres en 1738. Des copies manuscrites figurent comme numéro 22 du volume XIV (Ms. 9770) de Venise (1742), copié pour Maria Barbara ; les autres sont Münster V 42 (Sant Hs 3968), Vienne A 32 (VII 28011 A) et Q 15113 (no 8), à Cambridge, manuscrit Fitzwilliam, ms. 32 F 13 (no 6) et Paris, Bibliothèque de l'Arsenal, ms. 6.784.343, dans une collection de musique italienne.

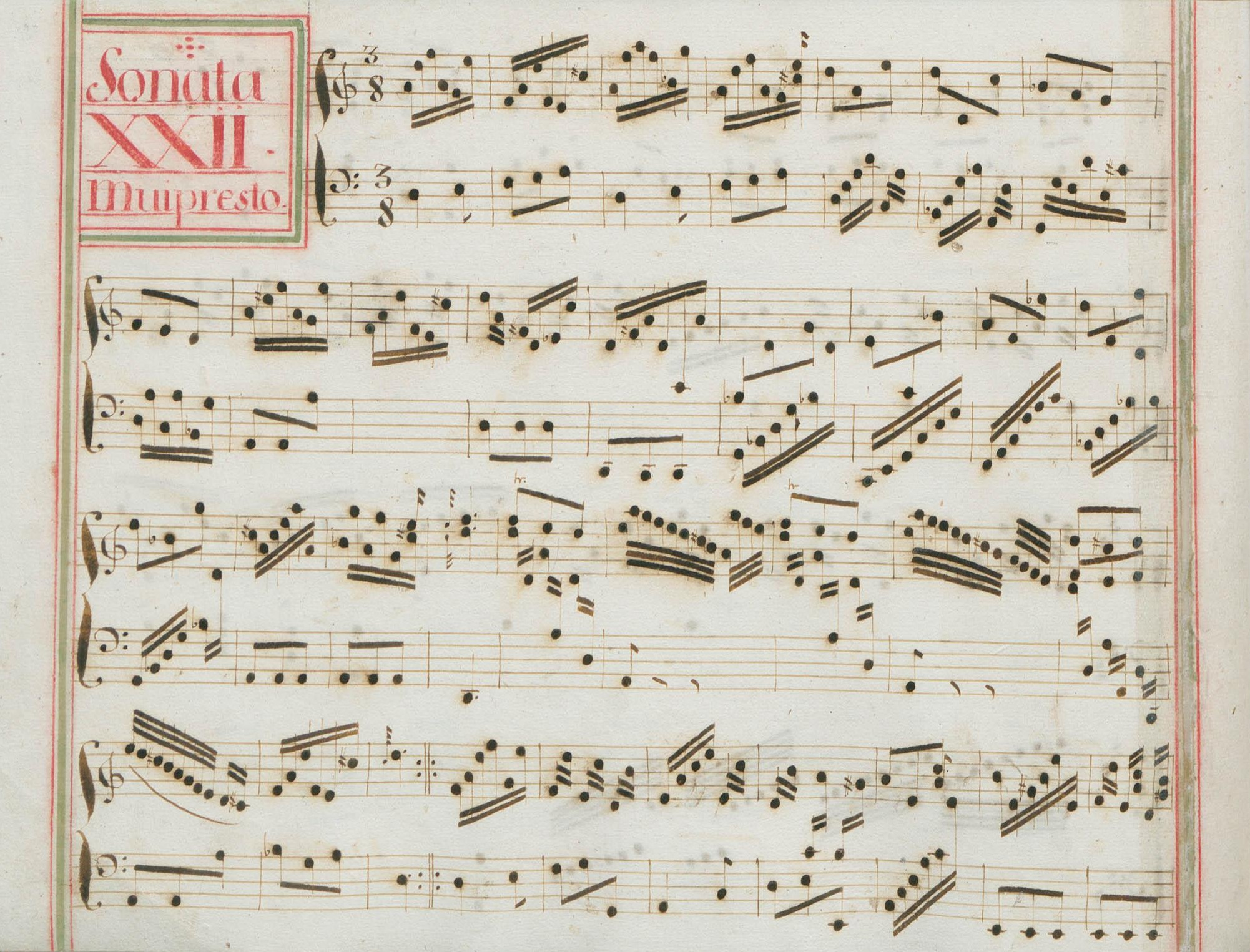
Venise XIV 22.
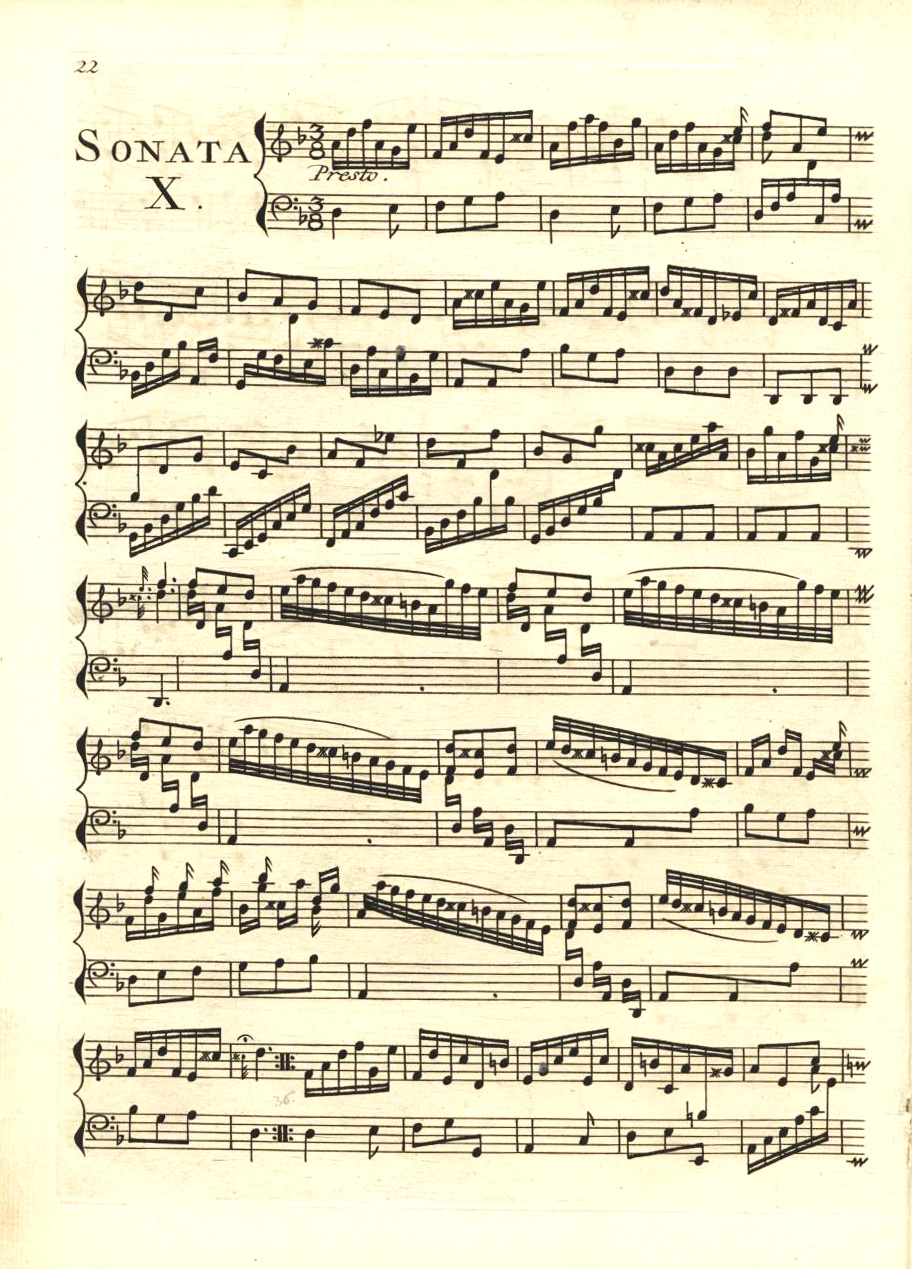
Édition Amsterdam, 1742.
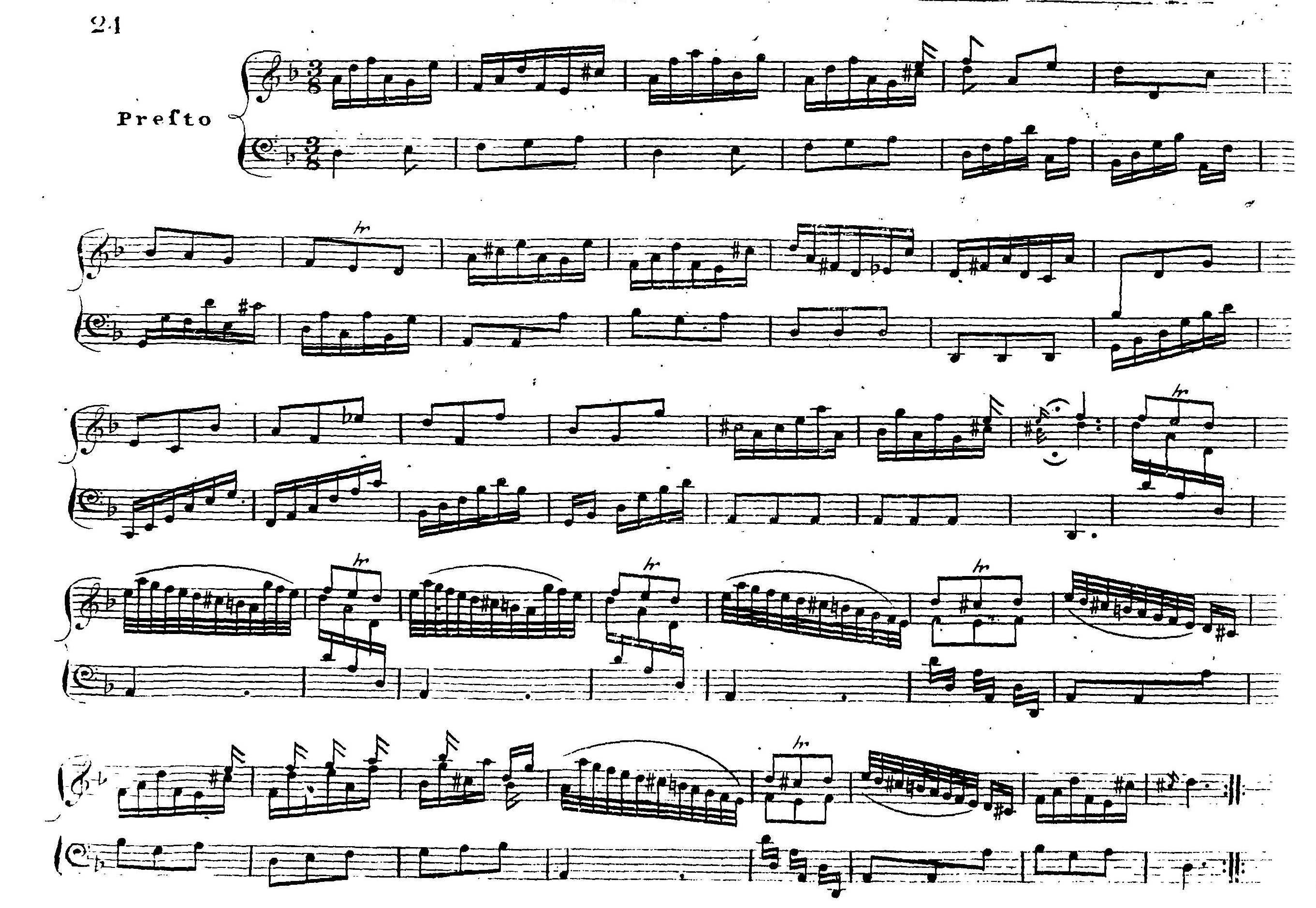
Édition Pitman, 1785.

## Interprètes
La sonate K. 10 est défendue au piano, notamment par Alicia de Larrocha (1979, Decca), Jenő Jandó (1999, Naxos) et Carlo Grante (2009, Music & Arts, vol. 1) ; au clavecin par Zuzana Růžičková (1976, Supraphon), Scott Ross (1985, Erato), Laura Alvini (1990, Nuova Era), Joseph Payne (1990, BIS), Ottavio Dantone (2002, Stradivarius, vol. 8), Richard Lester (2004, Nimbus, vol. 1), Pieter-Jan Belder (Brilliant Classics), Kenneth Weiss (2007, Satirino), et Hank Knox (2021, Leaf Music).
Mie Miki la joue à l'accordéon (1997, Challenge Classics/Brilliant Classics).

## Sources
: document utilisé comme source pour la rédaction de cet article.
- Ralph Kirkpatrick (trad. de l'anglais par Dennis Collins), Domenico Scarlatti, Paris, Lattès, coll. « Musique et Musiciens », 1982 (1re éd. 1953 (en)), 493 p. (ISBN 978-2-7096-0118-4, OCLC 954954205, BNF 34689181).
- Alain de Chambure, « Domenico Scarlatti : Intégrale des sonates — Scott Ross », Erato (2564-62092-2), 1985 (OCLC 891183737) .
- (en) Carlo Grante, « Domenico Scarlatti, intégrale des sonates pour clavier (vol. 1) », p. 15, Music & Arts (CD-1236), 2010 .
- (es) Celestino Yáñez Navarro (thèse), Nuevas aportaciones para el estudio de las sonatas de Domenico Scarlatti. Los manuscritos del Archivo de Música de las Catedrales de Zaragoza, Université autonome de Barcelone, 2016 (lire en ligne)